# Percolador

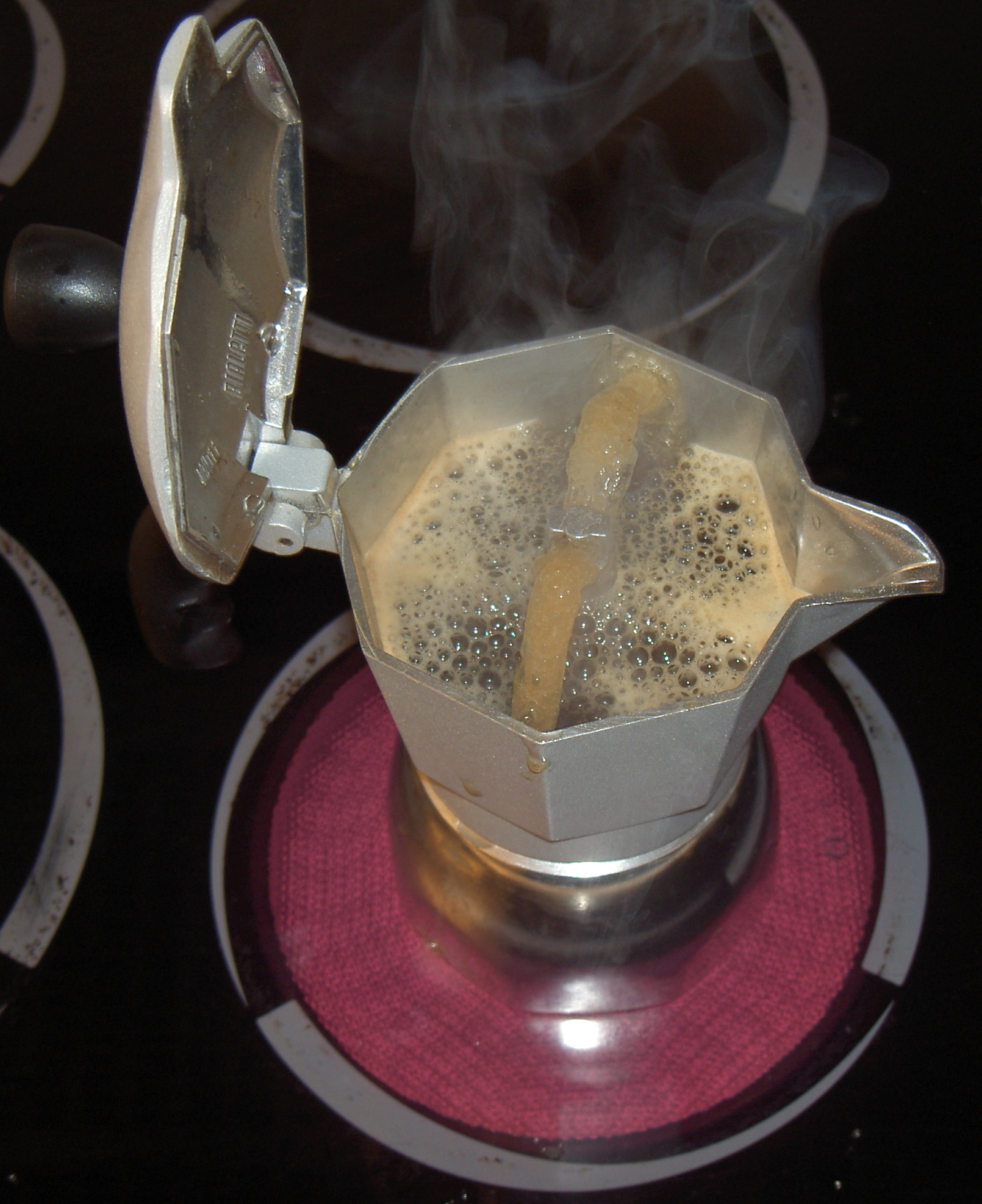
Cafetera

Un percolador és un aparell de laboratori dissenyat per a dur a terme una extracció sòlid-líquid, especialment el de tipus discontinu.
Els percoladors també s'usen com a utensilis domèstics. L'exemple més habitual són les cafeteres en les quals es realitza una extracció de substàncies dels grans de cafè amb aigua calenta.